# Déshérence en droit français
 (octobre 2021).
Si vous disposez d'ouvrages ou d'articles de référence ou si vous connaissez des sites web de qualité traitant du thème abordé ici, merci de compléter l'article en donnant les références utiles à sa vérifiabilité et en les liant à la section « Notes et références ».
En droit français, la déshérence est la situation dans laquelle se trouve un bien ou un patrimoine lorsque son propriétaire est décédé sans laisser d'héritier connu.

## Historique
Pendant le Moyen Âge et l'Ancien Régime, le droit de déshérence concerne les héritages.
Par ce droit, les biens de ceux qui meurent sans héritier reviennent au seigneur haut-justicier (ou au seigneur foncier comme en Normandie). Généralement il y a partage : le seigneur haut-justicier perçoit les immeubles, les meubles revenant au seigneur local.
En Anjou et dans le Maine, les membres de la famille du conjoint ne sont pas considérés comme héritiers. En Normandie, l'héritage n'est pas attribué au-delà du 7e degré de parenté.

## Disposition législative applicable
L'article 768 du Code civil français prévoit que l'État recueille les biens par voie de déshérence. Pour désigner une succession qui n'est réclamée par personne, on parle aussi de « succession vacante ».
La situation de déshérence apparaît lorsqu’un actif dûment répertorié (contrat d’assurance-vie, de prévoyance, compte bancaire, compte titre, gain de loterie, etc.) est non réclamé, faute de pouvoir en identifier le propriétaire.
Pour des raisons variées, la trace du légitime propriétaire a été perdue et les actifs devenus « orphelins » viennent ainsi grossir, temporairement ou définitivement, la famille grandissante des biens non réclamés.

## La déshérence et les contrats d'assurance-vie, décès, prévoyance, voyage et conventions obsèques
Il y a trois types d'acteurs :
- le souscripteur décédé ;
- l'assureur qui doit « dénouer » le contrat au profit des bénéficiaires ;
- les bénéficiaires (lesquels n'ont pas forcément été informés par le souscripteur qu'ils étaient bénéficiaires).

La responsabilité de la déshérence se partagera ainsi entre les souscripteurs et les assureurs. Pour ce qui est des bénéficiaires, ils se contenteront du rôle de victime.
Mais attribuer la responsabilité de la déshérence à un seul de ces deux acteurs serait injuste tant les négligences sont mêlées de part et d’autre.
L’exemple le plus caractéristique est le contrat d’assurance-vie ou de prévoyance dont le paiement du capital décès ne peut être effectué au décès du souscripteur, faute de ne pas ou ne plus pouvoir identifier précisément les bénéficiaires.
L'identité exacte des bénéficiaires doit être indiquée dans la clause bénéficiaire détenue par la compagnie d'assurances. Si ce document est manquant, ce sont les « héritiers » qui se partageront le capital décès, mais sans aucun des avantages fiscaux auxquels ils auraient pu prétendre si la clause bénéficiaire avait été correctement remplie.

## Conséquences
En France les sommes en deshérence liées à l'assurance vie sont importantes au moins 4,6 milliards d'euros d'après un rapport de 2015. La Fédération française des sociétés d'assurances conteste ce chiffre.
Si cette situation est effectivement et à première vue injuste pour les bénéficiaires, elle est préjudiciable pour tous les protagonistes, à savoir :
- les souscripteurs décédés, dont les dernières volontés ne seront pas exaucées, et dont l’épargne d’une vie peut se volatiliser ;
- les bénéficiaires, qui se trouvent spoliés le plus souvent à leur insu ;
- les compagnies d’assurance, qui restant gardiennes des actifs non réclamés, se trouvent dans une situation ambigüe, de nature à détériorer leur image mais qui ne cherchent pas activement les bénéficiaires.

L'estimation des fonds en déshérence est délicate et varie de 1 à 30 milliards d'euros : 1 milliard pour la Fédération Française des Sociétés d'Assurance et 30 milliards pour le rapport Attali pour « la libération de la croissance française »[réf. nécessaire].

## Lutter contre la déshérence
Les solutions mises en place sont de trois natures distinctes et complémentaires :
- législatif : lois votées à l’échelle nationale ;
- professionnel : codes de conduite ou règlements mis en place sous l’autorité des instances professionnelles de l’assurance ;
- privé : 
  - du vivant et pour l'usage du souscripteur : sociétés spécialisées dans la gestion et la mise à jour des clauses bénéficiaires et pour prévenir assureurs et bénéficiaires du décès du souscripteur ;
  - après le décès du souscripteur : sociétés spécialisées dans la recherche de capitaux en déshérence comme dans l’identification de bénéficiaires.